# Gits
Pour le groupe de punk rock, voir The Gits.
Gits est une section de la commune belge de Hooglede, en province de Flandre-Occidentale. C'était une commune à part entière avant la fusion des communes de 1977.

## Géographie
Gits jouxte les localités suivantes : Torhout (section de commune), Lichtervelde, Beveren, Roulers (section de commune), Hooglede (section de commune) et Kortemark section de commune).
Le village se trouve au centre de la province, juste au nord de la ville de Roulers.
Le territoire de Gits est traversé d'est en ouest par la Crête de Hooglede, un contrefort du plateau de Tielt. Le centre de Gits se trouve juste au nord de ce sommet.
La localité est également traversée du nord au sud par la Brugsesteenweg, la N32 reliant Bruges, Torhout et Roulers. Le centre de la localité se trouve à l'ouest de cette route.

## Démographie

### Évolution démographique
- Sources : INS, Rem. : 1831 jusqu'en 1970 = recensements, 1976 = nombre d'habitants au 31 décembre[3].

## Histoire
L'histoire de Gits est en partie liée au stévenisme : la localité est considérée comme l'un des berceaux de ce mouvement.

## Monuments
- L'église Saint-Jacques-le-Majeur. Il était déjà question en 1088 d'une église dont le droit de patronage était entre les mains du chapitre de la collégiale Saint-Pierre de Lille. L'église a été ravagée en 1581 par les Gueux et a été ensuite remise en état. En 1765, elle a été agrandie, mais elle a finalement été démolie en 1847. La nouvelle église-halle fut achevée en 1857. Durant la Première Guerre mondiale, l'église a été utilisée par l'armée allemande comme hôpital de campagne, puis aussi comme caserne. Elle a été partiellement détruite en 1918 et rénovée en 1922-1923.
- Le Grijspeerdmolen est un moulin sur pivot en bois, posé sur une tourelle. Il s'est déjà dressé en différents endroits : il a été bâti en 1771 à Westkapelle. En 1920, il a été démonté et remonté à Gits, au bout de la Grijspeerdstraat. Le 27 mai 1975, il a été classé[5]. En 1979, le moulin a de nouveau été démonté et a été déplacé vers une parcelle de terrain proche du Dominiek Savio-instituut, dans la Koolskampstraat. Il a été restauré en 1984.